# ムクンドワラ峠の戦い
ムクンドワラ峠の戦い（ムクンドワラとうげのたたかい、英語：Battle of Mukundwara Pass）は、1804年7月8日から9日にかけてインドのムクンドワラ峠において、ホールカル家とイギリス東インド会社との間で行われた第二次マラーター戦争の戦いの一つ。

## 戦闘
1804年7月8日、ヤシュワント・ラーオ・ホールカルはコーターから南へ約50キロのムクンドワラ峠において、イギリスの司令官ジェラルド・レイクの部下ウィリアム・マンソン率いる軍を破った。
マンソンは退却したが、翌日まで軍は襲撃を受け、ついには大砲や行季も捨てて逃げざるを得なかった。これは第二次マラーター戦争で連戦連勝だったイギリスにとっては、はじめての手痛い敗北であった。

## その後
マンソンは退却したものの、その後もホールカル家の軍の厳しい追撃を受け、彼の退却は「マンソンの退却」（Monson's Retreat）と呼ばれるほどであった。